# Meridiano 53 W
O meridiano 53 W é um meridiano que, partindo do Polo Norte, atravessa o Oceano Ártico, América do Norte, Oceano Atlântico, América do Sul, Oceano Antártico, Antártida e chega ao Polo Sul. Forma um círculo máximo com o Meridiano 127 E.
Na Antártida, este meridiano define o limite oriental da reivindicação territorial do Chile e passa pelos territórios reivindicados pelo Reino Unido e pela Argentina - as três reivindicações sobrepõem-se. Também define o limite ocidental da reivindicação não-oficial brasileira.
Começando no Polo Norte, o meridiano 53º Oeste tem os seguintes cruzamentos:
| País, território ou mar | Notas |
| ----------------------- | --- |
| Oceano Ártico           | |
| Mar de Lincoln          | |
| Gronelândia             | Ilha Hendrik |
| Fiorde Sanki George     | |
| Gronelândia             | Ilha principal, e ilhas Qeqertarsuaq e Upernivik |
| Fiorde Uummannaq        | |
| Gronelândia             | Península de Nuussuaq |
| Estreito Sullorsuaq     | |
| Gronelândia             | Ilha Disko |
| Baía de Disko           | |
| Gronelândia             | Passa na ilha principal e muitas ilhas perto dela, como Saqqarliup Nunaa, Aamat, Kekertarmiut e Maniitsoq                                                                                 |
| Oceano Atlântico        | Passa a leste da Península de Bonavista, Terra Nova e Labrador, Canadá |
| Canadá                  | Península Bay de Verde, ilha da Terra Nova, Terra Nova e Labrador |
| Baía Conception         | |
| Canadá                  | Ilha Bell, Terra Nova e Labrador |
| Baía Conception         | |
| Canadá                  | Península de Avalon, na ilha da Terra Nova, Terra Nova e Labrador |
| Oceano Atlântico        | |
| Guiana Francesa         | |
| Brasil                  | Amapá Pará Mato Grosso Goiás Mato Grosso do Sul São Paulo Paraná Santa Catarina Rio Grande do Sul                                                                                         |
| Oceano Atlântico        | |
| Oceano Antártico        | |
| Antártida               | Território reivindicado pela Argentina (Antártida Argentina) e Reino Unido (Território Antártico Britânico), e limite oriental da reivindicação do Chile (Província da Antártida Chilena) |